# Грачаница (град в Косово)
Вижте пояснителната страница за други значения на Грачаница.
Грачаница (на албански: Graçanica; на сръбски: Грачаница; на сърбохърватски: Gračanica) е град, сръбски анклав, в Косово, Прищински окръг.
Тя е административен център на община Грачаница, както и на косовските сърби, живеещи южно от река Ибър.

## География
Разположена е на 2 километра югоизточно от столицата Прищина. В нея живеят 2686 души през 2011 г., а цялата община е с население 10 675 жители, от които според разни оценки от 68 % до 86 % са сърби.

## История
Селото е споменато за първи път (като Grazaniza) през 1303 г. в писмо от папа Бенедикт IX.
Грачаница е известна със средновековния Грачанички манастир от началото на 14 век, който е обект на световното наследство на ЮНЕСКО, и особено с неговата кралска църква „Успение Богородично“.
Сръбският анклав се охранява от шведския контингент на KFOR (силите на НАТО в Косово).